# Nadija Sawczenko
Nadija Wiktoriwna Sawczenko (ukr. Надія Вікторівна Савченко; ros. Надежда Викторовна Савченко; ur. 11 maja 1981 w Kijowie) – ukraińska wojskowa i polityczka, porucznik, lotnik nawigator, Bohater Ukrainy. Od 2014 posłanka do Rady Najwyższej Ukrainy.
Po aresztowaniu postawiono jej w Rosji zarzut zabójstwa dziennikarzy rosyjskiego publicznego radia i telewizji 17 czerwca 2014 roku pod Ługańskiem.

## Życiorys
Urodziła się 11 maja 1981 roku w Kijowie. Już w wieku 16 lat chciała być pilotem, ale początkowo studiowała na kierunkach dekorator wnętrz i dziennikarstwo, po czym przerwała studia i zgłosiła się ochotniczo do wojska, w którym służyła w jednostce łączności wojsk kolejowych rejonu kijowskiego i jako komandos w Żytomierskiej Brygadzie Powietrznodesantowej. Służyła jako strzelec transportera opancerzonego w czasie misji w Iraku. Była jedyną kobietą w ukraińskim kontyngencie. Ukończyła studia na Charkowskim Uniwersytecie Sił Powietrznych im. Iwana Kożeduba, po tym jak ministerstwo obrony pozytywnie odpowiedziało na jej petycję, aby dopuścić kobiety do studiów na tej uczelni. Następnie służyła w 3 Pułku Lotniczym w Brodach, latała jako nawigator bombowca Su-24 i śmigłowca bojowego Mi-24.
Po rozpoczęciu walk w Donbasie wzięła urlop w jednostce wojskowej i zgłosiła się na ochotnika do ochotniczego batalionu „Ajdar”, z którym brała udział w walkach. W czerwcu 2014 roku została wzięta do niewoli przez prorosyjskich rebeliantów w trakcie walk w Gorłówce, a 8 lipca poinformowano, że została osadzona w areszcie w rosyjskim Woroneżu pod zarzutem przyczynienia się do śmierci na wschodzie Ukrainy dwóch rosyjskich dziennikarzy. Według rosyjskich władz 17 czerwca miała nakierować telefonicznie ogień artyleryjski na dziennikarzy ubranych w hełmy i kamizelki z napisami „TV”, jednak rosyjskie materiały telewizyjne z tego dnia wyraźnie podkreślają, że dziennikarze ci wyruszyli tamtego dnia na front bez wyróżniającego ich oporządzenia. Według strony ukraińskiej billingi jej telefonu wyraźnie wskazują, że nie było jej w miejscu, z którego płynęły koordynaty dla ukraińskiego ostrzału, oraz że w chwili tego ostrzału Sawczenko znajdowała się już w rękach prorosyjskich rebeliantów w Ługańsku. Władze rosyjskie utrzymywały przy tym, iż nie została ona wywieziona z terytorium ukraińskiego pod przymusem, ale że sama przekroczyła granicę. 28 października postawiono jej zarzut nielegalnego przekroczenia rosyjskiej granicy. Strona ukraińska – na podstawie materiałów filmowych oraz zarejestrowanych połączeń telefonicznych – utrzymuje, że Sawczenko została pojmana przez separatystów i następnie wywieziona do Rosji. Po przewiezieniu z Woroneża osadzono ją w więzieniu na moskiewskich Pieczatnikach, a w październiku tego samego roku przewieziono na obserwację psychiatryczną, również w Moskwie, w Instytucie Psychiatrii Sądowej im. Władimira Serbskiego. Obrońcy Sawczenko złożyli przed Europejskim Trybunałem Praw Człowieka skargę na jej aresztowanie.
W sierpniu 2014 roku zgodziła się wystartować w ukraińskich wyborach parlamentarnych z list partii Batkiwszczyna. Sawczenko była główną twarzą kampanii wyborczej partii i zajmowała pierwsze miejsce na jej liście krajowej, a Julia Tymoszenko zapowiedziała w kampanii wyborczej, że po wyborach Batkiwszczyna mianuje Sawczenko delegatem do Zgromadzenia Parlamentarnego Rady Europy. Decyzją sądu w Moskwie dzień po ukraińskich wyborach, 27 października, przedłużono jej areszt do 13 lutego 2015 roku. 19 listopada Sawczenko została oficjalnie zarejestrowana przez Centralną Komisję Wyborczą w Kijowie jako posłanka do Rady Najwyższej Ukrainy.
15 grudnia rozpoczęła strajk głodowy, protestując przeciwko porwaniu jej z terytorium Ukrainy i przetrzymywaniu w rosyjskim areszcie, z czasem zaczęła być przymusowo odżywiana przez kroplówkę. 9 lutego na stronie Nowej Gaziety pojawiła się petycja do prezydenta Rosji Władimira Putina w sprawie zwolnienia Sawczenko z aresztu. Stany Zjednoczone zapowiedziały, że uwolnienie Sawczenko to jeden z warunków zniesienia sankcji wobec Rosji. 26 stycznia 2015 r. została formalnie delegatem do Zgromadzenia Parlamentarnego Rady Europy. 30 lipca 2015 r. rozpoczął się proces Sawczenko, oskarżonej o świadome naprowadzenie ukraińskiego ognia na rosyjskich dziennikarzy i nielegalne przekroczenie granicy rosyjskiej. Oskarżenie zażądało kary 25 lat łagru. Tuż przed procesem wywieziono ją z moskiewskiego aresztu do więzienia w Nowoczerkasku. Z powodu stresu, będącego wynikiem głodówki, miała zdiagnozowane kamienie nerkowe. Sejm Rzeczypospolitej Polskiej w uchwale podjętej 9 marca 2016 r. wyraził głębokie zaniepokojenie losem i stanem zdrowia Sawczenko oraz wyraził głęboką solidarność z nią. 21 marca 2016 r. została uznana za winną współudziału zabójstwa dwóch dziennikarzy, Antona Wołoszyna i Igora Korneluka, a także nielegalnego przekroczenia granicy rosyjsko-ukraińskiej, zaś dzień później została skazana na 22 lata łagru. 25 maja 2016 r. została wymieniona na dwóch skazanych na Ukrainie żołnierzy rosyjskiego GRU i powróciła samolotem prezydenta Ukrainy do kraju.
Po uwolnieniu cieszyła się dużym poparciem społecznym, otrzymała tytuł Bohatera Ukrainy i była wymieniana jako pożądany kandydat do prezydentury. Sawczenko szybko zaczęła tracić społeczne poparcie za sprawą swoich wypowiedzi, m.in. popierając porozumienie z prorosyjskimi separatystami, proponując oddanie Krymu w zamian za odzyskanie Donbasu, chwaląc film Wołyń, oskarżając prezydenta Poroszenkę o szykowanie zamachu na jej życie czy krytykując nadmierny udział Żydów w życiu publicznym Ukrainy. Jej wezwania do dialogu z separatystami pozostały bez odpowiedzi, w związku z czym Sawczenko podjęła głodówkę. W grudniu 2016 r. została usunięta z partii Batkiwszczyna; bezpośrednią przyczyną było spotkanie z przywódcami separatystycznych republik w Mińsku. Od tego czasu działała w stworzonym przez siebie ruchu społecznym Runa.
W marcu 2018 r. została aresztowana pod zarzutem przygotowania aktu terrorystycznego, zamiaru wysadzenia parlamentu, zabicia deputowanych, ataku na rezydencje prezydenta i innych wysokich urzędników, próby zmiany porządku konstytucyjnego państwa oraz werbowanie innych członków siatki. Według oskarżenia miała współpracować z liderami separatystycznych republik  Donieckiej i Ługańskiej, by doprowadzić do powrotu Ukrainy pod wpływy Rosji. Według Sawczenko była to próba pozbycia się jej przed zbliżającymi się wyborami prezydenckimi.
26 stycznia 2019 partia „Platforma społeczno-polityczna Nadii Sawczenko“ nominowała ją na kandydata na prezydenta Ukrainy.
7 lutego 2019 r.  odmówiono jej rejestracji, jako powód podając, że nie wpłaciła kaucji w wysokości 2,5 mln hrywien oraz że decyzja zjazdu Platformy Społeczno-politycznej Nadii Sawchenko o nominowaniu jej na kandydatkę w wyborach prezydenckich nie została poświadczona pieczęcią.

## Ordery i odznaczenia
- Złota Gwiazda Bohatera Ukrainy – 2015[18] (wręczona 2016)
- Order „Za odwagę” III stopnia – 2014[19][20] (wręczony 2016)
- Krzyż Piotra Kalniszewskiego „Za Godność w Niewoli” (nr 64) – WGO „Kraina”; 2019[21][22]

## Nagrody
- Nagroda Orła Jana Karskiego[23]